# Zeria meruensis
Zeria meruensis är en spindeldjursart som först beskrevs av Albert Tullgren 1907.  Zeria meruensis ingår i släktet Zeria och familjen Solpugidae. Inga underarter finns listade i Catalogue of Life.